# 1-Benzoylpiperidin
1-Benzoylpiperidin ist eine chemische Verbindung aus der Gruppe der Piperidine.

## Gewinnung und Darstellung
1-Benzoylpiperidin wird durch Umsetzung von Benzoylchlorid mit Piperidin gewonnen.

## Eigenschaften
1-Benzoylpiperidin ist ein blassgelber Feststoff, der praktisch unlöslich in Wasser ist.

## Verwendung
1-Benzoylpiperidin kann zur Herstellung von anderen chemischen Verbindungen (wie zum Beispiel Phencyclidin) verwendet werden.